# 奧利埃沃-科羅利夫卡
48°45′7″N 25°22′39″E / 48.75194°N 25.37750°E
奧利埃沃-科羅利夫卡（烏克蘭語：Олієво-Королівка），是烏克蘭的村落，位於該國西部伊萬諾-弗蘭科夫斯克州，由科洛梅亚区負責管轄，始建於1610年，面積21.8平方公里，人口1,000，人口密度每平方公里53.2人。